# Kamala Lopez

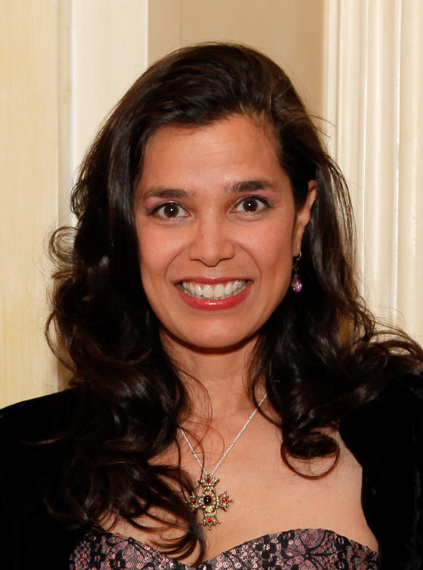
Kamala Lopez (2012)

Kamala Lopez (* 15. April 1964 in New York City; auch bekannt als Kamala Lopez-Dawson) ist eine US-amerikanische Schauspielerin, Filmproduzentin und Filmregisseurin.

## Leben
Lopez ist die Tochter einer indischen Mutter und eines venezolanischen Vaters. Nach ihrer Geburt zog die Familie zurück ins Heimatland ihres Vaters und lebten in Caracas bis zu ihrem 14. Lebensjahr. Danach kehrte die Familie in die USA zurück. Sie besuchte eine Highschool in Brooklyn und anschließend die renommierte Yale University. Dort studierte sie Philosophie und Theaterwissenschaft und beendete ihr Studium 1985 mit dem Bachelor of Arts.
Sie begann ihre Schauspielkarriere Mitte der 1980er Jahre durch Besetzungen in Episodenrollen verschiedener Fernsehserien und Nebenrollen in einigen Spielfilmen. 1990 hatte sie in Die totale Erinnerung – Total Recall mit Arnold Schwarzenegger eine Sprecherrolle inne. 1991 wurde mit ihr in Dollman – Der Space-Cop! die weibliche Hauptrolle besetzt. Von 1995 bis 2000 war sie in der Fernsehserie The Eddie Files in der Rolle der Aunt Rosa zu sehen. Sie ist regelmäßig in Fernseh- und Kinofilmproduktionen zu sehen. 1993 produzierte sie erstmals einen Kurzfilm, seit 2000 tritt sie regelmäßig als Produzentin und Regisseurin in Erscheinung. Zu diesem Zweck gründete sie 1995 die Produktionsfirma Heroica Films.
Abseits der Filmindustrie Lopez betätigt sie sich als politische Aktivistin.

## Filmografie

### Schauspieler
- 1986: Miami Vice (Fernsehserie, Episode 2x12)
- 1986: Spenser (Spenser: For Hire) (Fernsehserie, Episode 1x17)
- 1987: It's Garry Shandling's Show (Fernsehserie, Episode 1x07)
- 1987: Los Angeles Police: Mord auf dem Freeway (Police Story: The Freeway Killings) (Fernsehfilm)
- 1987: Polizeirevier Hill Street (Hill Street Blues) (Fernsehserie, Episode 7x21)
- 1987: Born in East L. A.
- 1988: Stones for Ibarra (Fernsehfilm)
- 1988: CBS Schoolbreak Special (Fernsehserie, Episode 5x04)
- 1988: Break of Dawn (Fernsehfilm)
- 1989: Protect and Surf
- 1989: Los Angeles Cop
- 1989–1990: NAM – Dienst in Vietnam (Tour of Duty) (Fernsehserie, 3 Episoden)
- 1989–1990: 21 Jump Street – Tatort Klassenzimmer (21 Jump Street) (Fernsehserie, 2 Episoden)
- 1990: Hunter (Fernsehserie, Episode 6x11)
- 1990: Die totale Erinnerung – Total Recall (Total Recall) (Sprecherrolle)
- 1990: Equal Justice (Fernsehserie, Episode 1x12)
- 1991: Die Rache (Shoot First: A Cop's Vengeance) (Fernsehfilm)
- 1991: Crazy from the Heart (Fernsehfilm)
- 1991: Dollman – Der Space-Cop! (Dollman)
- 1992: Jenseits der weißen Linie (Deep Cover)
- 1992: Mord ist ihr Hobby (Murder, She Wrote) (Fernsehserie, Episode 8x19)
- 1992: Beverly Hills, 90210 (Fernsehserie, Episode 3x08)
- 1992: Wild Card (Fernsehfilm)
- 1992: Exiled in America
- 1992: Small Kill
- 1993: Superman – Die Abenteuer von Lois & Clark (Lois & Clark: The New Adventures of Superman) (Fernsehserie, Pilotfolge)
- 1994: Walker, Texas Ranger (Fernsehserie, Episode 2x11)
- 1994: Let's Talk About Sex
- 1994: Lightning Jack
- 1994: Lifestories: Families in Crisis (Fernsehserie, Episode 1x09)
- 1994: Das Kartell (Clear and Present Danger)
- 1994: Flammen des Widerstandes (The Burning Season) (Fernsehfilm)
- 1995: New York Cops – NYPD Blue (NYPD Blue) (Fernsehserie, Episode 2x11)
- 1995–2000: The Eddie Files (Fernsehserie, 16 Episoden)
- 1996: Die Stunde der Teufelinnen (Wedding Bell Blues)
- 1997: Tupperware Party (Kurzfilm)
- 1998: Jagd auf Marlowe (Where's Marlowe?)
- 1998: Rache nach Plan (Vengeance Unlimited) (Fernsehserie, Episode 1x07)
- 1999: Love and Action in Chicago
- 1999: Black & White – Gefährlicher Verdacht (Black and White)
- 2000: Star Trek: Raumschiff Voyager (Star Trek: Voyager) (Fernsehserie, Episode 6x13)
- 2000: JAG – Im Auftrag der Ehre (JAG) (Fernsehserie, Episode 6x06)
- 2000: Burglars (Kurzfilm)
- 2000–2001: Resurrection Blvd. (Fernsehserie, 5 Episoden)
- 2001: Ice (Fernsehfilm)
- 2002: Alias – Die Agentin (Alias) (Fernsehserie, Episode 1x21)
- 2002: Lady Cops – Knallhart weiblich (The Division) (Fernsehserie, Episode 2x17)
- 2003: The Handler (Fernsehserie, Episode 1x08)
- 2003: The Entrepreneurs
- 2004: 24 (24 – Twenty Four) (Fernsehserie, Episode 3x24)
- 2004: I Heart Huckabees
- 2004: Für alle Fälle Amy (Judging Amy) (Fernsehserie, Episode 6x01)
- 2005: The Circle
- 2005: Meet Me in Miami
- 2005–2007: Medium – Nichts bleibt verborgen (Medium) (Fernsehserie, 3 Episoden)
- 2007: Game of Life
- 2007: Permanent Vacation
- 2009: The Intervention
- 2009: Lie to Me (Fernsehserie, Episode 2x03)
- 2009: Mark in Argentina (Kurzfilm)
- 2012: Any Day Now
- 2013: The Mentalist (Fernsehserie, Episode 6x08)
- 2014: Perception (Fernsehserie, Episode 2x12)
- 2019: Black Jesus (Fernsehserie, Episode 3x01)

### Produktion
- 1993: I Killed My Lesbian Wife, Hung Her on a Meathook, and Now I Have a Three Picture Deal at Disney (Kurzfilm)
- 2000: Burglars (Kurzfilm)
- 2003: The Entrepreneurs
- 2005: Coffee Clutch (Kurzfilm)
- 2006: Sideliners (Fernsehfilm)
- 2008: Speechless (Fernsehfilm)
- 2008: Ese beso (Kurzfilm)
- 2008: A Single Woman
- 2010: Kick It Up L.A! (Kurzfilm)
- 2012: Got Rights? (Kurzfilm)
- 2012: Los Tienes? (Kurzfilm)
- 2016: Equal Means Equal
- 2018: Legalize Equality (Kurzfilm)

### Regie
- 2000: Burglars (Kurzfilm)
- 2003: Filet of 4 (Kurzfilm)
- 2006: Sideliners (Fernsehfilm)
- 2008: Ese beso (Kurzfilm)
- 2008: A Single Woman
- 2010: Kick It Up L.A! (Kurzfilm)
- 2012: Got Rights? (Kurzfilm)
- 2012: Los Tienes? (Kurzfilm)
- 2012: Dark Knight Aurora (Kurzfilm)
- 2016: Equal Means Equal
- 2018: Legalize Equality (Kurzfilm)